# Marina Ivanova-Kharlamova
Marina Ivanova-Kharlamova (née le 24 mai 1962) est une ancienne athlète soviétique spécialiste du 200 mètres et du 400 mètres. Elle obtient ses seules médailles internationales lors de relais 4 × 400 mètres.

## Carrière

### Palmarès
| Date | Compétition           | Lieu     | Résultat | Performance   |
| ---- | --------------------- | -------- | -------- | ------------- |
| 1983 | Championnats du monde | Helsinki | 3e       | 3 min 21 s 16 |

### Records
| Épreuve    | Performance | Lieu    | Date            |
| ---------- | ----------- | ------- | --------------- |
| 200 mètres | 22 s 93     | Briansk | 12 juillet 1988 |
| 400 mètres | 50 s 63     | Moscou  | 21 juin 1983    |